# Empirismo
El empirismo es una corriente filosófica que enfatiza el papel de la experiencia y la evidencia, especialmente la percepción sensorial, en la formación de ideas y adquisición de conocimiento, sobre la noción de ideas innatas o tradición. Para el empirismo más extremo, la experiencia es la base de todo conocimiento, no solo en cuanto a su origen sino también en cuanto a su contenido. Se parte del mundo sensible para formar los conceptos y estos encuentran en lo sensible su justificación y su limitación.
El término «empirismo» proviene del griego έμπειρία, cuya traducción al latín es experientia, de donde deriva la palabra experiencia.
El empirismo, bajo ese nombre, surge en la Edad Moderna como fruto maduro de una tendencia filosófica que se desarrolla sobre todo en el Reino Unido desde la Baja Edad Media. En la Antigüedad clásica, lo empírico se refería al conocimiento que los médicos, arquitectos, artistas y artesanos en general obtenían a través de su experiencia dirigida hacia lo útil y técnico, en contraposición al conocimiento teórico concebido como contemplación de la verdad al margen de cualquier utilidad.
Se le suele considerar en contraposición al racionalismo, más característico de la filosofía continental. Hoy en día la oposición empirismo-racionalismo, así como la distinción analítico-sintético, no se suele entender de un modo tajante como lo fue en tiempos anteriores, y más bien una u otra postura obedecen a cuestiones metodológicas, heurísticas o de actitudes vitales, más que a principios filosóficos fundamentales. 
Al empirismo también se le suele oponer con el historicismo, ya que tanto el empirismo como el racionalismo son teorías individualistas del conocimiento, mientras que el historicismo es una epistemología social. Si bien el historicismo también reconoce el papel de la experiencia, difiere del empirismo al suponer que los datos sensoriales no se pueden entender sin considerar las circunstancias históricas y culturales en las que se hacen las observaciones.
En relación con la ciencia, el empirismo no se debe mezclar con la investigación empírica, ya que las diferentes epistemologías se deben considerar puntos de vista opuestos sobre la mejor manera de hacer estudios. Sin embargo, entre los investigadores hay cierto consenso de que los estudios deben ser empíricos. 

Ciclo empírico según A. D. de Groot.

Por lo tanto, el empirismo actual se debe entender como uno entre múltiples ideales en competencia a la hora de obtener conocimiento. Mientras este defiende el ideal de permitir que los datos de la observación «hablen por sí mismos», los puntos de vista opuestos se oponen a este ideal, acusándolo de aporético, falso y/o parcial.
El empirismo no solo se debe entender en relación con cómo este término se ha utilizado en la historia de la filosofía. También se debe interpretar de una manera que permita distinguir el empirismo entre otras posiciones epistemológicas en la ciencia contemporánea. En otras palabras: el empirismo como concepto se debe construir junto con otros conceptos, que juntos hacen posible discriminaciones importantes entre los diferentes ideales subyacentes de la ciencia contemporánea.
Respecto del problema de los universales, los empiristas suelen simpatizar y continuar con la crítica nominalista iniciada en la Baja Edad Media. Los empiristas modernos más influyentes fueron John Locke, George Berkeley, David Hume y Francis Bacon.

## Historia

### Empirismo temprano
Entre 600 y 200 a. C., la escuela de filosofía hindú Vaisheshika, fundada por el antiguo filósofo indio Kanada, aceptó la percepción y la inferencia como las únicas dos fuentes de conocimiento confiables. Esto se enumera en su obra Vaiśeṣika Sūtra. La escuela Chárvaka tenía creencias similares, afirmando que la percepción es la única fuente de conocimiento confiable, mientras que la inferencia obtiene conocimiento con incertidumbre.
Antiguas formas de empirismo incluyen también las labores epistemológicas de Buda en Oriente.
Sin embargo, a partir de aquí, se va a considerar la evolución de las actitudes filosóficas occidentales.

### Antigüedad clásica

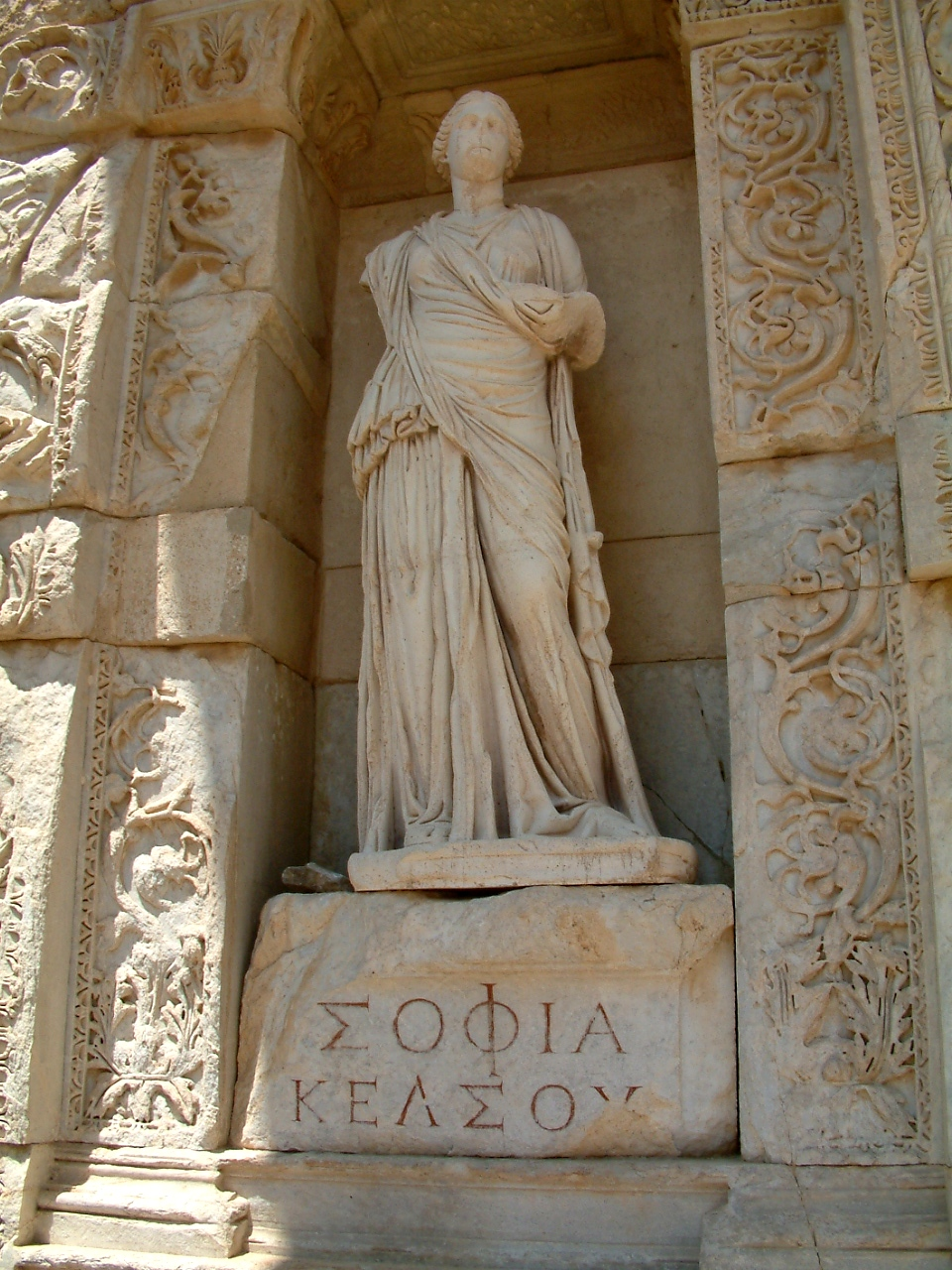
Alegoría de la sabiduría en la Biblioteca de Celso en Éfeso, Turquía. La inscripción en griego dice »ΣΟΦΙΑ ΚΕΛΣΟΥ» (sofía Kelsou). Pese a la ausencia de iota subscrita marcando el dativo en la primera palabra, se interpreta como «A la sabiduría de Celso».

En la Antigüedad clásica existía una clara separación entre:
- El conocimiento por la experiencia y su resultado: la técnica y el trabajo productivo. Lo que se ha entendido históricamente como «artes» y «oficios».[13]
- El ideal del conocimiento teórico que comprende dos ámbitos:
  - La ciencia: Entendida esta como un conocimiento universal y necesario. Trata del saber de las últimas causas y de los primeros principios, lo que hoy se entendería como el fundamento de la realidad, la metafísica.[14]
  - La praxis: Como ideal del conocimiento práctico[15] que dirige la acción hacia el logro del bien y la felicidad, que a su vez se desenvuelve en dos ámbitos:
    - La consecución del bien individual, la felicidad como Ética
    - La consecución del bien común social, la política.

En la Antigüedad clásica el conocimiento teórico y práctico, como saber universal y necesario, ideal del «saber», es independiente de la experiencia, y constituye la sabiduría. La máxima expresión como conocimiento de la verdad, como ciencia, es la Metafísica y el modelo ideal de vida el más cercano posible a la felicidad, como ética, constituyen el ideal del sabio.
Esta separación del conocimiento y la acción práctica respecto a la producción de bienes materiales responde a una tradición aristocrática y guerrera de la nobleza o clase dominante. Las artes y los oficios eran propios de esclavos o comerciantes, pero la «sabiduría» (filosofía) era lo propio de la nobleza y de los hombres libres.
En la Atenas clásica ya apareció una doble actitud de pensamiento que se va a mantener a lo largo de toda la historia de la filosofía en Occidente y que hoy caracterizamos básicamente como racionalismo y empirismo. En realidad responden a dos actitudes y modos de concebir la función del pensamiento y el sentido de la vida.
La historiografía filosófica impuso un Heráclito platonizado con un primitivo empirismo del fluir de todas las cosas. Empédocles habló de «efluvios» que salen de los objetos y son percibidos por los ojos. Demócrito dio una explicación mecanicista de las sensaciones con sus doctrinas atomistas. Cambió los efluvios por átomos que mediante los sentidos chocan con el alma, compuesta también de átomos, «que generan las apariencias, lo que percibimos, lo superficial» dependiendo de la forma y textura de los átomos.
Los primeros en mantener una actitud claramente empirista fueron los sofistas, quienes negaron las especulaciones racionalistas sobre el mundo natural común a sus predecesores, presocráticos y, sobre todo, Platón; por el contrario, se preocuparon «en tan relativas entidades como el hombre y la sociedad». El valor de la verdad queda restringido al valor concreto de la experiencia y el ejercicio del poder, bien sea individual (moral) o social (política). El sofista Protágoras sostuvo que todas las sensaciones son tan verdaderas como cualquier otra.
Este empirismo se interesa por la retórica en el dominio del lenguaje como instrumento esencial para la vida política ateniense y el ejercicio del poder.

#### Aristóteles
Tal vez sea Aristóteles quien mejor expresó el valor de la experiencia como fuente de conocimiento, por más que la considerara sometida al supremo valor de lo teórico. En su Metafísica (982b 11-32), Aristóteles concibe al conocimiento como un proceso:
- Se parte de lo común con los animales dotados de sensación y memoria y, por tanto, con experiencia; es la acumulación de experiencia lo que a los hombres hace «expertos».
- Más perfecto es el conocimiento de dicha experiencia unida a la reflexión, lo que convierte a los hombres en «artesanos»; lo que hoy denominaríamos técnicos (médicos, arquitectos, estrategas, etc.).
- La perfección de la función racional humana se manifiesta en la suprema facultad de elevarse a los fundamentos de dichos conocimientos, entreviendo en el estudo de las causas los primeros principios; es en esto en lo que el hombre se asemeja a los dioses, el saber de una ciencia primera, entendida hasta el siglo XVII como Metafísica. Esto solo es posible en la medida en que una sociedad tiene asegurados los bienes materiales, y por tanto puede dedicar a los «hombres libres» a la «inutilidad» del pensamiento en búsqueda de la verdad de la ciencia.[28]

De suerte que, si filosofaron para huir de la ignorancia, es claro que buscaban el saber en busca del conocimiento, y no por ninguna utilidad. Y así lo atestigua lo ocurrido. Pues esta disciplina comenzó a buscarse cuando ya existían casi todas las cosas necesarias y las relativas al descanso y al ornato de la vida. Es, pues, evidente que no la buscamos por ninguna utilidad sino que así como llamamos hombre libre al que es para sí mismo y no para otro, así consideramos a esta como la única ciencia libre, pues esta sola es para sí misma. Por eso también su posesión podría con justicia ser considerada impropia del hombre. Pues la naturaleza humana es esclava en muchos aspectos; de suerte que según Simónides, «sólo un Dios puede tener tal privilegio, aunque es indigno de un varón buscar la ciencia a Él proporcionada».
Aristóteles, Metafísica, 982b 11-32

Aristóteles es propiamente un filósofo de tipo racionalista, como no podía ser menos en un discípulo aventajado de Platón. Admite un conocimiento metafísico del ente en cuanto tal, siendo el fundador de un sistema lógico que garantiza que, si se parte de verdades y se razona correctamente, se llegará a nuevas verdades, tal como define la forma argumentativa por excelencia, el silogismo, partiendo de la capacidad del entendimiento para llegar al conocimiento verdadero e intuitivo de los principios y la intuición de las esencias como formas sustanciales de las cosas.
Sin embargo, Aristóteles también es el primero que reflexiona sobre el valor del conocimiento por la experiencia y los razonamientos inductivos, es decir, el conocimiento científico entendido como «observación de la naturaleza»: biología, medicina, etc.
La noción de tabula rasa connota una visión de la mente como una grabadora originalmente en blanco o vacía donde la experiencia deja marcas. Esto niega que los seres humanos tengan ideas innatas:

Lo que la mente (nous) piensa debe estar en ella en el mismo sentido que las letras están en una tablilla (grammateion) que no lleva escritura real (grammenon); esto es justo lo que sucede en el caso de la mente.
Aristóteles, Acerca del alma, 3.4.430a1).

La explicación de Aristóteles de cómo esto era posible no era estrictamente empirista en el sentido moderno, sino que se basaba en su teoría del acto y potencia, y la experiencia de las percepciones sensoriales sigue requiriendo la ayuda del nous activo. Estas nociones contrastaban con las platónicas, según las cuales la mente humana era una entidad preexistente en algún lugar de los cielos, antes de ser enviada a la Tierra para unirse a un cuerpo (véase el Fedón y la Apología de Platón, entre otros). Se consideraba que Aristóteles concedía más importancia a la percepción sensorial que Platón, y los comentaristas de la Edad Media resumieron una de sus posturas como "nihil in intellectu nisi prius fuerit in sensu" ("nada en el intelecto sin estar primero en los sentidos").

#### Helenismo greco-romano

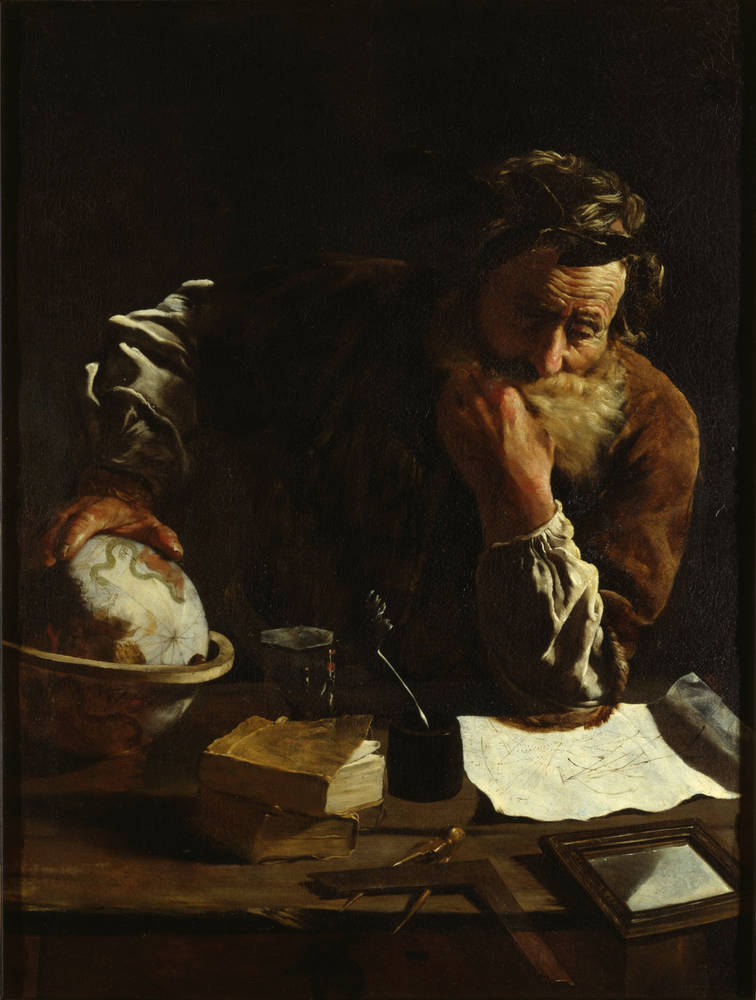
Arquímedes pensativo. Óleo sobre tela del pintor Domenico Fetti (1620). Gemäldegalerie Alte Meister, Dresde.

La influencia de los artesanos en la elaboración de teorías, o mejor dicho, normas generales, más o menos científicas para la práctica de la construcción, la agricultura, la navegación, la medicina, etc., siempre estuvo presente, sobre todo en el período helenístico (especialmente en el período alejandríano) y durante el Imperio romano, donde las «artes» tuvieron una importancia enorme en las construcciones civiles, no solo en las ciudades, sino en la construcción de carreteras, puentes y obras hidráulicas.
Hipócrates de Cos pasa por ser el padre de la medicina, responsable del cambio de orientación que hasta entonces tenía la tradición - sobre todo egipcia -, ligada a la magia y a lo sagrado. Es el primero que elaboró una teoría general sobre lo que es la salud y la enfermedad en relación con un concepto determinado de ser humano.
Son nombres relevantes de la cultura clásica, además de los citados: Arquímedes, un auténtico teórico y práctico de la lógica empírica; Vitruvio, el primero en hacer un tratado de arquitectura y urbanismo; y Galeno, egregio representante de la medicina antigua.

#### Los conceptos y la experiencia
Los griegos separaron el conocimiento de la razón, que conoce por conceptos aplicables a multitud de objetos como conocimiento universal, del mero conocimiento de la experiencia que conoce por los sentidos únicamente lo individual y concreto.
Cómo se entienda qué son los conceptos y su relación con lo sensible y ambos en su relación con la realidad es el fundamento de estas dos actitudes que consideramos los antecedentes del racionalismo y el empirismo.
- En la medida en que tales conceptos representan la «esencia» inmutable de las cosas, las formas de la sustancia, el conocimiento adquiere un sentido Universal y necesario, y por ello es un conocimiento objetivo y hace posible el conocimiento científico. Tal es el fundamento de la actitud racionalista. El lenguaje, entonces, en la medida en que es capaz de representar los conceptos como verdaderos en un lenguaje «apofántico», como decía Aristóteles, manifiesta en su contenido fielmente la realidad como verdad.
- En la medida en que el concepto esté más cercano y dependa más de la experiencia sensible, el conocimiento ofrece únicamente un conocimiento cuya verdad descansa en el caso individual y concreto y está sujeta a la subjetividad del individuo que tiene la experiencia. Los conceptos y su referente en el lenguaje, las palabras, son algo convencional, generalizaciones de la experiencia individual compartida con los miembros de una sociedad cultural que hace posible la comunicación mediante el lenguaje.

Los conceptos para el empirismo no son una garantía de conocimiento objetivo y por tanto la ciencia tiene solamente un valor relativo y justificado en la generalización de las experiencias comunes, convencionalmente representadas en los conceptos y el lenguaje.
«El hombre es la medida de todas las cosas» es la frase que viene a resumir esta tendencia. Se atribuye a Protágoras uno de los notables sofistas con quien Sócrates, (Platón), sostiene controversia. Nombre que queda históricamente consagrado por dar título a uno de los más conocidos «Diálogos» de Platón.
La tradición más racionalista está representada por el pensamiento metafísico griego y la tradición más ligada a la tradición cristiana en Occidente: los presocráticos, Pitágoras, Platón y Aristóteles y sobre todo el platonismo y el neoplatonismo, pues en último término este pensamiento remite a un primer principio, que los cristianos refieren a Dios.
La tradición griega más empirista está representada por los sofistas y los escépticos, pero cada escuela (estoicismo, cinismo, cirenaísmo, epicureísmo, pirronismo) y cada momento histórico tiene sus respectivos representantes con diversos matices más o menos cercanos al empirismo o al racionalismo.
Artistipo pensó que todo conocimiento es de la propia sensación inmediata, y aunque podemos conocer con certeza nuestras experiencias sensoriales inmediatas, no podemos saber nada sobre la naturaleza de los objetos que causan estas sensaciones.
Epicuro creía que las percepciones eran producto de los átomos que desprenden los cuerpos, llegando hasta nuestros sentidos. Estas percepciones son verdaderas y es la base del conocimiento, moralidad y lógica. La teoría epicúrea del conocimiento propone 4 criterios de verdad, de realidad o de evidencia: La sensación, los sentimientos o afecciones, las anticipaciones y las proyecciones imaginativas del entendimiento.
Ptolomeo, el creador de la concepción geocéntrica del universo, representa un ejemplo interesante del empirismo en la antigüedad. Heredero de la concepción del Universo dada por Platón y Aristóteles, su método de trabajo difirió notablemente del de éstos, pues mientras Platón y Aristóteles dan una cosmovisión del Universo, Ptolomeo es un empirista. Su trabajo consistió en estudiar la gran cantidad de datos existentes sobre el movimiento de los planetas con el fin de construir un modelo geométrico que explicase dichas posiciones en el pasado y fuese capaz de predecir sus posiciones futuras.

### Edad Media
En Occidente, la caída del Imperio romano deja todo el saber refugiado en los monasterios y queda restringido prácticamente al control y poder de la Iglesia. El pensamiento cristiano adoptó durante la antigüedad y toda la Alta Edad Media el platonismo y neoplatonismo por ser el pensamiento que mejor se adaptaba a su creencia en un Dios único y creador del mundo conforme a unas Ideas (Divina Providencia), concibiendo un sentido trascendente a la vida del ser humano, al ser esta juzgada por Dios una vez acabado el tiempo mortal.
Iniciado el siglo XI, y por medio de los árabes, se recupera el aristotelismo en Occidente, pudiéndose acceder a sus obras. Son pensadores importantes en este proceso Al-Farabi, Al-Kindi, Avicena, Averroes, Alhacén, Avempace y de especial trascendencia cultural la Escuela de Traductores de Toledo.
La polémica suscitada en la Universidad de París por Roscelino de Compiègne y Pedro Abelardo sobre la realidad de los conceptos universales supuso un nuevo interés por las cuestiones lógicas y en lo que va a constituir el nominalismo, una de las cuestiones que mayor influencia va a tener en la «valoración de la experiencia».
Esta revalorización de la experiencia y la «importancia del conocimiento individual» se producen a partir del siglo XIII, sobre todo por la orden franciscana y la Universidad de Oxford.
Los franciscanos subrayan la importancia de lo individual, y valoran la experiencia del mundo como valor del conocimiento en cuanto tal, que no impide sino que ilumina y acerca el sentido de la vida hacia Dios reconociendo el valor del conocimiento de la Naturaleza como obra de Dios. Los pensadores más significativos de esta corriente son Roger Bacon, Duns Scoto, y sobre todo Guillermo de Ockham.
En contraposición los dominicos (Universidad de París) subrayaron un realismo moderado, manteniendo la importancia de los universales; Tomás de Aquino, dominico, promueve un aristotelismo cristiano que tanta influencia ha tenido en la historia de la Iglesia. En síntesis:

El nominalismo evolucionó a partir de la tesis de Aristóteles de que toda realidad consiste en materias individuales; la teoría extrema del realismo fue enunciada por primera vez por Platón en su doctrina de las ideas universales arquetípicas. La controversia nominalismo-realismo se hizo ostensible sobre todo en los siglos XI y XII; la posición nominalista fue defendida por Roscelino, y la realista por Bernardo de Chartres y Guillermo de Champeaux, defensores de la escolástica aristotélica. Así, los primeros sustentadores del nominalismo fueron Berengario de Tours, Roscelino de Compiègne y Pedro Abelardo. En el siglo XIV fue renovado por Guillermo de Occam, que lo defendió más como instrumento de la ciencia natural positivista que como tesis epistemológica. Occam es la última gran figura de la escolástica y al mismo tiempo la pri- mera figura de la modernidad. Para explicar la formación de los universales el nominalismo recurre al papel que juegan los signos, sobre todo los lingüísticos. Éstos hacen posible, gracias a la asociación más o menos artificial de ellos con los objetos de la experiencia, una organización de nuestra experiencia y de nuestro saber. Cualquier tipo de abstracción de que es capaz la mente cognoscente es llevada a cabo en una especie de semiótica, incluidas las matemáticas, que no son más que un cálculo con signos conceptuales.
Mariano Moreno Villa

#### El nominalismo y la «navaja de Ockham». Crítica de la teoría aristotélica del movimiento
El llamado nominalismo supone un sentido crítico sobre el valor de los conceptos y el sentido del lenguaje.
Frente a los argumentos aristotélicos clásicos «cualitativos» o esenciales y el mundo de las «entidades» que se introducen como conceptos en dichos argumentos, Guillermo de Ockham establece un principio que ha pasado a la historia como la navaja de Ockham o principio de parsimonia: Non sunt multiplicanda entia sine necessitate («no se han de multiplicar las entidades sin necesidad»), o lo que equivale a valorar las explicaciones más sencillas y cercanas a la experiencia, antes que recurrir a especulaciones arbitrarias e imaginativas.
Por otro lado, en París, Nicolás Oresme critica la teoría del movimiento aristotélica y mediante relación de cantidades mediante tablas, se estudia el movimiento relacionando los espacios recorridos y el tiempo que se tarda en recorrer dicho espacio, intuyendo el concepto de velocidad y aceleración, tan importante para establecer las condiciones experimentales del movimiento; clasifican estos como «uniforme», «disforme» y «uniformemente disforme». Y es el antecedente más próximo al estudio del movimiento mediante «cantidades relacionadas matemáticamente», fundamento del progreso de la ciencia del siglo XVI y XVII y del concepto de análisis matemático.
Jean Buridan y su teoría del ímpetu analiza el momentum o permanencia del movimiento después de que haya actuado la causa que lo produce, como ocurre en el caso de los proyectiles. Es el antecedente más importante de lo que en la ciencia moderna va a ser el principio de inercia.

### Renacimiento
Los grandes descubrimientos, (brújula, pólvora, imprenta, las Indias occidentales), han ensanchado enormemente el mundo conocido hasta entonces y los modos de organización social y la transmisión de la cultura a través de los libros.

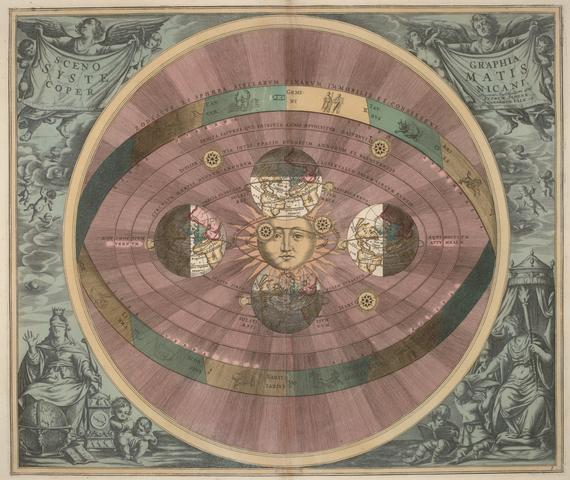
El paso al heliocentrismo por la revolución de Copérnico fue determinante para desplazar definitivamente la física «cualitativa» aristotélica y avanzar hacia una ciencia física «cuantitativa», fuertemente apoyada en la medición y las matemáticas.

Este proceso renovador avanza de manera espectacular en el Renacimiento, siendo de especial importancia la sustitución del ábaco por el algoritmo en las operaciones esenciales para el cálculo. Esto es posible gracias a la aportación árabe del sistema de numeración decimal, introduciendo el cero, ya conocido en la India y por los mayas, y los grafos numéricos actuales, que hicieron posible confeccionar tablas de operaciones aritméticas y sobre todo ampliar los campos del cálculo, esencial para el comercio que en esta época cultiva la burguesía de las ciudades.
El saber se independiza en las ciudades del control de la Iglesia y a través de la influencia de artistas y artesanos, sobre todo la arquitectura para las nuevas construcciones de las ciudades y la metalurgia esencial para las nuevas «artes de la guerra» por la aplicación de la pólvora. La experiencia como fuente de conocimiento adquiere un valor social que hasta entonces no había tenido.
El hecho del descubrimiento de las «Indias Occidentales» plantea el tema de la redondez de la tierra a la vez que el heliocentrismo toma cuerpo de hipótesis científica con el libro de Copérnico. El heliocentrismo pone en cuestión y profundiza la crisis de la concepción medieval del mundo y la física aristotélica.
El poder social de la nobleza va a ir pasando a una clase social nueva, la burguesía, y a encontrar un nuevo fundamento en el dinero. Dinero al que tienen que recurrir los reyes mediante el préstamo de los banqueros para mantener un ejército basado en la pólvora y no en las «armas de los caballeros».
El cambio de mentalidad que supuso el Renacimiento, el Humanismo, no acepta el «argumento de autoridad», y tanto los artistas como los investigadores y pensadores reclaman libertad, lo que facilitó en gran manera el hecho de valorar la experiencia y la experimentación como fuente de conocimiento. El conocimiento adquiere con esto un valor nuevo: «conocer para dominar la naturaleza».
Leonardo da Vinci no pudo ir a la universidad por ser hijo ilegítimo, por lo que a veces era tratado, por algunos, de «inculto» por no saber latín: 

Soy completamente consciente de que hay gente presuntuosa que cree tener razón en desacreditarme por no ser un hombre culto ¡Qué locos! [...] No saben que mis materiales tienen más valor porque derivan de la experiencia antes que de las palabras de otros, y la experiencia es la maestra de quienes han escrito con acierto.
Leonardo da Vinci, Códice Atlántico, folio 327v.

Hablar del Renacimiento es hablar de Leonardo da Vinci Miguel Ángel, etc. que si no fueron específicamente científicos significaron la apertura del espíritu hacia nuevos conceptos. Luis Vives, Erasmo, etc. significaron la superación del criterio de Autoridad que tanto limitaba el horizonte del conocimiento en su dependencia de la fe y de una Autoridad como la Iglesia que controlaba cualquier desviación de lo «establecido».

### Edad Moderna

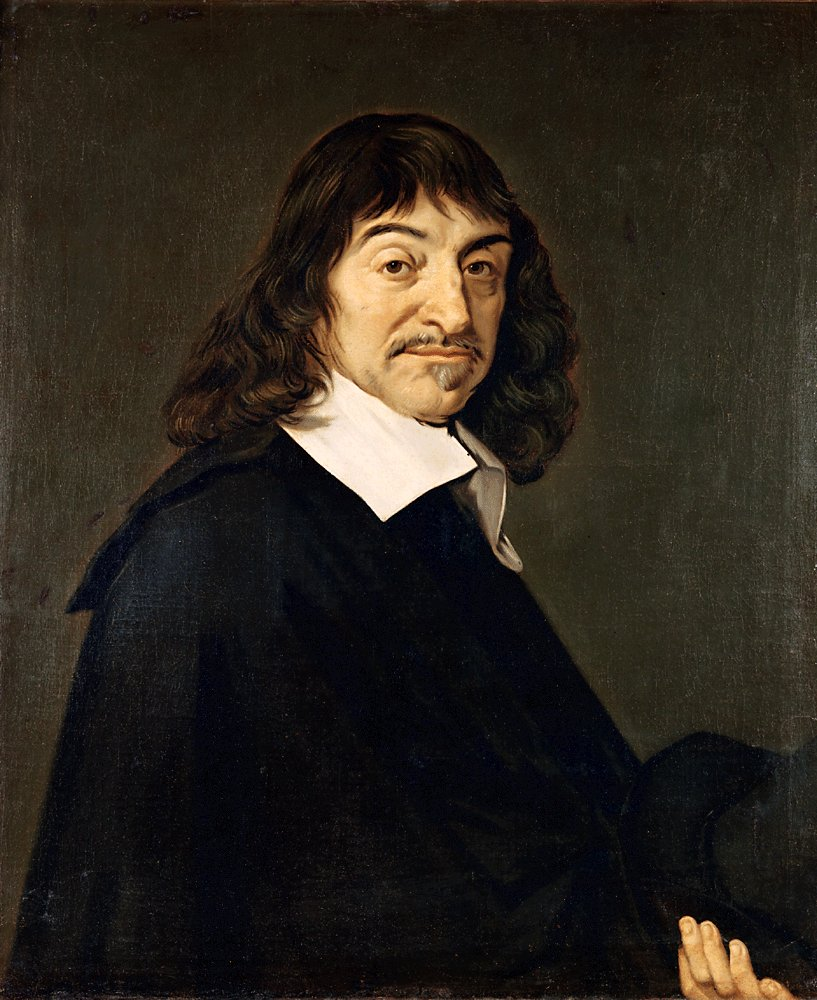
René Descartes, padre del racionalismo moderno.

La filosofía aristotélica tradicional entra profundamente en crisis a partir de la teoría heliocéntrica del universo y de los progresos que la ciencia está obteniendo aplicando métodos nuevos de investigación. De especial relevancia es el método «resolutivo-compositivo» de Galileo.
La ciencia intenta «descubrir las leyes que rigen la naturaleza para dominarla». ¿Cómo es posible llegar a conocer desde la experiencia las leyes generales del comportamiento de la naturaleza?
- Dos modelos de método de investigación: Francis Bacon y Descartes
- Dos modelos de pensamiento filosófico y valoración del conocimiento: Racionalismo y Empirismo propiamente dichos.

Es en este campo filosófico de oposición racionalismo-empirismo en el que frecuentemente se sitúa el empirismo en cuanto tal. Se restringe incluso al titulado «empirismo inglés» (Francis Bacon, Hobbes, Locke, Berkeley, Hume), en oposición al «racionalismo continental» (Descartes, Malebranche, Spinoza, Leibniz, Christian Wolff).
En esta oposición el problema se viene a reducir a la admisión de la existencia o no existencia de las ideas innatas.
Según Descartes el entendimiento se funda en intuiciones evidentes puestas por Dios en la naturaleza humana, como ideas innatas o principios del pensar, a partir de las cuales es posible establecer unas relaciones lógicas entre las ideas recibidas de la experiencia.
Este modo de pensar relacionando ideas mediante el análisis ha dado enormes frutos en el progreso habido durante los últimos años en el cálculo matemático para el descubrimiento y descripción de las leyes de la naturaleza y sus aplicaciones a la ciencia empírica, la Física como ciencia moderna y la astronomía sobre todo.
Tras el desarrollo del cálculo habido ya en el Renacimiento, y el desarrollo del álgebra por Simon Stevin, François Viète, Gerolamo Cardano y otros, se hace posible el cálculo del movimiento de los proyectiles por Tartaglia; del movimiento de caída de los «graves» Galileo; el estudio de la variación de presión por la altura Torricelli; el estudio de las presiones y el descubrimiento de la prensa hidráulica y cálculo de probabilidades Pascal; la predicción del movimiento de los planetas Kepler. Y la culminación de este proceso se da en el seno del racionalismo con el propio Descartes, Pascal, Leibniz y Newton. Estos dos últimos, con el descubrimiento del cálculo infinitesimal, abrieron enormes perspectivas en la matematización y cálculo de funciones continuas aplicables a tantos procesos de cambio continuo en la naturaleza, siendo finalmente la obra de Newton todo un compendio de lo que vino a significar la ciencia física durante los siguientes siglos.
Sobre el modelo de este proceso de reflexión matemática Descartes propone su método de investigación científica; una ciencia que garantiza la verdad por la sucesión de evidencias con certeza que se establecen siguiendo las reglas del método.
Estas verdades así establecidas se corresponden con la realidad del mundo porque una de las principales ideas innatas es la idea de Dios como ser Perfecto y Bueno, que no puede engañarse ni engañarnos.
Son los racionalistas principales: Descartes, Spinoza, Malebranche, Leibniz, Wolff, Pascal y el grupo de Port Royal en Francia.

#### El empirismo inglés

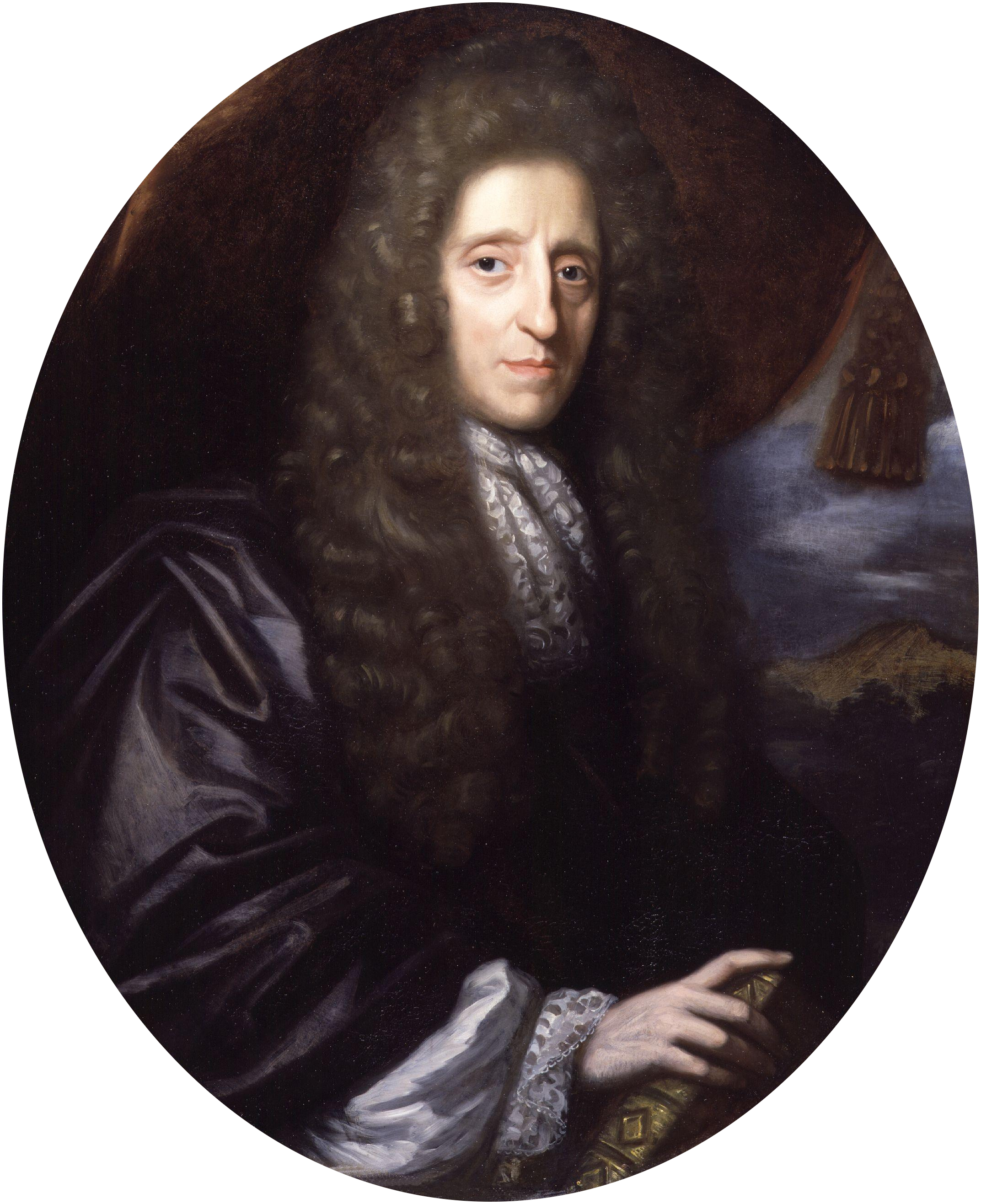
John Locke (1632-1704), el más influyente empirista inglés.

John Locke responde al racionalismo continental, defendido por René Descartes, escribiendo a finales del siglo XVII Ensayo sobre el entendimiento humano (1689).
El único conocimiento que los humanos pueden poseer es el conocimiento a posteriori (el conocimiento basado en la experiencia). Es famosa su proposición de que la mente humana es una Tabula rasa u hoja en blanco, en la cual se escriben las experiencias derivadas de impresiones sensoriales a medida que la vida de una persona prosigue.
Hay dos fuentes de nuestras ideas: sensación (proveniente de los sentidos) y reflexión (proveniente de las operaciones mentales: pensamientos, memorias...), en ambas se hace una distinción entre ideas simples y complejas. Las ideas simples son creadas de un modo pasivo en la mente, luego de obtenerlas mediante la sensación. Por el contrario, las ideas complejas se crean después de la combinación, comparación o abstracción de las ideas simples. Por ejemplo la idea de un cuerno al igual que la de un caballo son ambas ideas simples, pero al juntarse para representar a un unicornio se convierten en una idea compleja. De acuerdo con Locke, nuestro conocimiento de las cosas es una percepción de ideas, que están en acuerdo o desacuerdo unas con otras según unas leyes de asociación de ideas.
Pero considerar la idea de «sustancia» o la idea de «causa» como una «idea compleja» modifica completamente el fundamento de toda la filosofía tradicional basada en la «sustancia» como «sujeto» y la «causalidad» como «explicación del cambio o movimiento»
Una generación después, el obispo irlandés George Berkeley (1685-1753) determinó que el punto de vista de Locke abre la puerta para un eventual ateísmo. Ideó un empirismo extremo, metafísico, en el cual los objetos existen si son percibidos Esse est percipi (ser es ser percibido) de modo que un objeto siempre es percibido; porque si ningún humano lo percibiera Dios sería la entidad encargada de percibirlo. La percepción en cualquier caso es el fundamento del ser. Tales ideas más que empíricas responden a un sentido idealista.

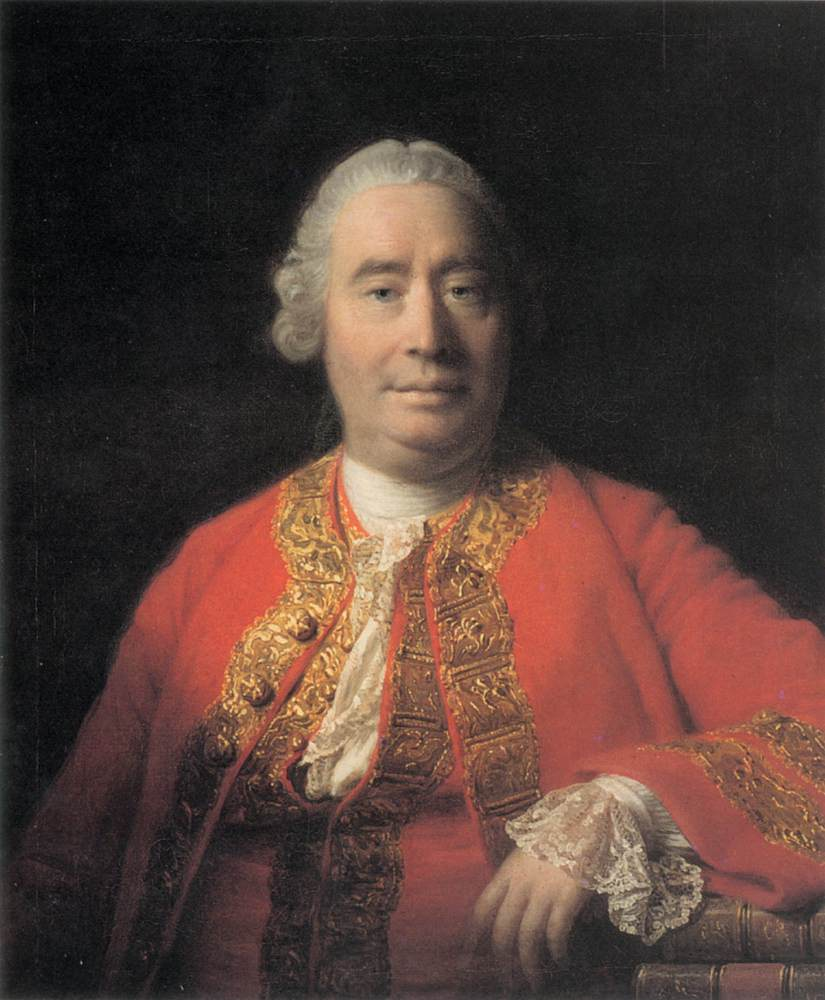
David Hume (1711-1776) sostuvo un empirismo que derivó en escepticismo.

Por otra parte, David Hume reduce todo conocimiento, en cuanto tal, a «impresiones» e «ideas». Admite dos tipos de verdades: «verdades de hecho» y «relación de ideas» Toda idea ha de poder ser reducida a una impresión correspondiente. Cuando una idea surge de la relación entre ideas, su contenido de realidad ha de depender de las impresiones que la motivan. Si no encontramos dichas impresiones se debe rechazar como producto de la mera imaginación sin contenido de realidad alguno. Tal ocurre con la idea de sustancia y la idea de causa.
Un conjunto de impresiones generan una asociación de ideas respecto a un hecho y un juicio al respecto. Un asesinato, por ejemplo, no es ni puede ser reducido a una impresión Es una relación de ideas: La idea del hecho de matar a un hombre (recuerdo de una impresión) junto con la idea del «desagrado que produce» en la conciencia como impresión interna queda asociada en una nueva idea: «asesinato» como idea que expresa un juicio moral relativo al rechazo de la asociación de las dos impresiones: El asesinato es algo «malo» como apreciación subjetiva moral pero no tiene contenido de conocimiento verdadero o falso.
De igual manera la noción de causa no puede ser reducida a una impresión; surge de la relación entre ideas. ¿Cuál es la relación que une a dos ideas como causa? Para Hume es evidente que la relación causal se establece bajo el punto de vista de «una sucesión constante de impresiones» que generan en el hombre un «hábito» o «costumbre».
A la impresión de poner un cacharro con agua en el fuego siempre se sigue que el agua se caliente. Es la conciencia la que asocia estas dos impresiones sucesivas como ideas (el hecho de poner el agua al fuego, y que le suceda el hecho de que se caliente). Esta asociación constituye una nueva idea, la idea de causa, cuyo fundamento es la expectativa de que «el hecho de que hasta ahora me ha sucedido que siempre que pongo un cacharro con agua al fuego esta se calienta» me permite afirmar: «El fuego calienta el agua»; es decir el fuego es la causa de que el agua se caliente.
Pero no podemos encontrar ninguna impresión que tenga relación directa con la idea de causa. Y el contenido de realidad de una idea solamente tiene sentido en referencia a la impresión de la que se derive. La idea de causa, pues, es algo meramente subjetivo, resultado de la asociación de la mente de dos impresiones sucesivas cuya conexión no aparece como evidencia.

#### Lo analítico y lo sintético, loa prioriya posteriori
Las consecuencias que se derivan del concepto de causa, tal como lo concibe Hume, respecto a un conocimiento que pretenda ser científico no puede ser más destructivo. Conduce a un escepticismo puesto que nunca podremos conocer el fundamento de nuestras impresiones y el conocimiento de la experiencia nunca nos permitirá salir de un subjetivismo incompatible con la ciencia.
Por otro lado la ciencia del siglo XVII está mostrando unos éxitos indudables en el conocimiento de las leyes de la naturaleza, así como en el dominio de la misma en sus aplicaciones técnicas.
Esta crítica de la noción de causa según el postulado empirista, provocó en Kant racionalista hasta entonces, su despertar del «sueño dogmático». Toda su obra crítica intenta superar este supuesto que hacía de todo punto inviable el conocimiento científico.
El empirismo tanto de Locke como de Hume, deriva a lo que se ha llamado asociacionismo que viene a reducir el conocimiento a un psicologismo como fue entendido posteriormente.
La ciencia tradicional, desde los griegos a la Edad Moderna, procede por conceptos. Es independiente de la experiencia, (lo que en la Edad Moderna se conceptualiza como a priori).
El conocimiento verdadero es posible porque el objeto de experiencia se considera dado como realidad objetiva origen y causa de la afección sensible que conduce al conocimiento de la experiencia. La experiencia garantiza la existencia de lo percibido. Los conceptos, en tanto que se deriven válidamente de la experiencia, ponen en conexión conocimiento universal y realidad.
Así es como normalmente se valora el conocimiento en la conciencia no crítica que identifica el conocimiento con lo real.
Se da por supuesto que el entendimiento es capaz de intuir la esencia universal como forma de las cosas percibidas en la experiencia. Allí donde se dé el caso del objeto que se trate se darán las notas categoriales propias de dicho concepto.
La razón, en este modo de concebir la ciencia, analiza los conceptos de forma separada de la experiencia; clasifica y relaciona los conceptos unos con otros por medio de las «notas» o «cualidades» que los caracterizan; y la razón, aplicando las leyes del pensar, la Lógica, por medio de los silogismos, obtiene conclusiones que son aplicables a los objetos reales con garantía de verdad científica. El resultado es una ciencia de las cualidades tal como fue la ciencia aristotélica.
La ciencia así concebida es universal por tratar de conceptos universales que abarcan a todo un universo de objetos, y necesaria porque se basa en las intuiciones verdaderas de las cualidades de los objetos. Es por tanto una ciencia «cualitativa» y «a priori» en donde la experiencia juega un papel claramente secundario.
Pero el punto de partida de la reflexión filosófica a partir de Descartes, tanto para los racionalistas como para los empiristas, cambia de manera radical:
- Lo dado no es el objeto de la experiencia, sino la conciencia del «yo» como sujeto-pensante de la experiencia.
- El objeto es una «impresión» o «idea» de la conciencia. El entendimiento opera con ideas.[92]
- Al no haber intuición de realidad en lo sensible percibido no hay garantía de que la relación entre idea-objeto tenga fundamento en lo realmente objetivo. Dicha relación se convierte en problemática.

El racionalismo presenta una justificación de la ciencia, mediante las ideas innatas, a partir de la idea de Dios, pero el argumento no resulta convincente.
El empirismo valora la ciencia como un hecho inexplicable, con un fundamento meramente ocasional y probable según una inducción subjetiva y habitual.
¿Qué garantía podemos tener de que las conexiones entre las ideas tengan correlación con las conexiones de la realidad?
Pero la ciencia en la Edad Moderna es un hecho. Ha adquirido, a partir de las aplicaciones del cálculo matemático, un método y un éxito indudable en el dominio de la naturaleza y en sus aplicaciones prácticas. Una ciencia basada en la «cantidad» y la «medida» y en las relaciones matemáticas que permiten establecer «hipótesis explicativas» que se confirman en la experiencia mediante los experimentos.
Ni los racionalistas ni los empiristas encuentran una razón suficiente de las propiedades de dicho conocimiento:
- Como analítico y a priori es independiente de la experiencia. Por eso se pueden deducir consecuencias a partir de determinados conceptos obtenidos a priori por la razón como hipótesis y análisis sobre todo matemáticos. Consecuencias que, posteriormente, son verificadas en la experiencia mediante los experimentos.
- Pero sintético por otro, en cuanto que no puede reducirse a unas verdades de razón meramente analíticas en que los predicados están contenidos en la noción del sujeto. Los experimentos muestran que las consecuencias deducidas son una ampliación del conocimiento; pues explican el fundamento de la experiencia.

La ciencia cuantitativa y deductiva mediante análisis matemático muestra éxitos indudables en la Edad Moderna:
- Galileo predice mediante deducción matemática que la "aceleración", como concepto no empírico, en el movimiento de caída de los "graves" es "constante" y mediante el estudio y cálculo de la trayectoria de la luz ha inventado el telescopio;
- Torricelli determina que en un recipiente de mercurio en el que se ha introducido un tubo fino el mercurio se elevará hasta una determinada altura, y que ascendiendo por una montaña poco a poco el nivel del mercurio del tubo irá descendiendo, sobre la hipótesis de que la "presión atmosférica", como concepto de la razón independiente de la experiencia, hará descender el mercurio del tubo;
- Pascal aplicando los principios de la presión de los fluidos, como concepto de razón no de experiencia sensible, inventa la prensa hidráulica;
- Kepler, o mejor dicho sus cálculos matemáticos, hacen posible determinar "a priori" es decir, antes de que ocurra, la posición de los planetas e incluso la existencia futura de un eclipse con años de antelación... etc.

¿Cómo es posible que un mero concepto del entendimiento o un cálculo matemático, ambos productos de la especulación de la razón humana pueda determinar o predecir los hechos de la experiencia?

Las leyes de la ciencia no pueden ser analíticas, o a priori.
No cabe duda de que las leyes científicas no son analíticas y amplían el conocimiento. Es evidente que del concepto de «cuerpo» como ser material y perceptible por los sentidos no se sigue por análisis del concepto, sin más consideración, la ley: "Todos los cuerpos se atraen en razón directa de sus masas y en razón inversa al cuadrado de sus distancias"

Las leyes de la ciencia no pueden ser sintéticas o a posteriori.
Pero la experiencia o experimento, por ser siempre individual y sometido a condiciones, no puede servir de fundamento que nos permita asegurar que dicha experiencia, o resultado del experimento, es consecuencia de una ley de la Naturaleza.

Tal es el problema de las relaciones entre la ciencia y la experiencia al que ni el racionalismo ni el empirismo dan respuesta de manera convincente.

##### La solución kantiana
Immanuel Kant intenta realizar una síntesis que hiciera posible el conocimiento científico universal y necesario pero cuyas verdades no fueran meramente formales y analíticas sino que pudieran ser materiales. Para ello intenta justificar la posibilidad y existencia de unos juicios sintéticos a priori, que serían los juicios propios de la ciencia: Universales y necesarios, por ser a priori, pero sintéticos porque amplían el conocimiento en su contenido material al extender los posibles predicados con independencia de la noción del sujeto, superando las limitaciones de las verdades de razón.
Para justificar tales juicios rechaza que el entendimiento sea como una «tabla rasa» que se limita a recibir pasivamente la información que le llegue de los datos sensibles, de la misma forma que rechaza la capacidad de intuición del entendimiento.
Por el contrario afirma que el entendimiento es activo. Considera que la intuición viene dada por la sensibilidad y que los conceptos son elaboración del propio entendimiento y sirven como justificación del conocimiento científico. Al mismo tiempo a partir de dichas condiciones no empíricas, a priori, se pueden determinar las condiciones generales de la experiencia lo que permite la predicción y previsión científica en el dominio de la naturaleza.
El conocimiento expresado en enunciados (o juicios), como pensaba Kant:
| Verdad            | Condición                | Origen                                                                             | Juicio                                                                                    | Ejemplo                                                                                              |
| ----------------- | ------------------------ | ---------------------------------------------------------------------------------- | ----------------------------------------------------------------------------------------- | --- |
| Verdad de hecho   | Contingente y particular | A posteriori; depende de la experiencia                                            | Sintético: amplía el conocimiento. El predicado no está contenido en la noción del sujeto | Tengo un libro entre las manos                                                                       |
| Verdad de razón   | Necesaria y universal    | A priori; no depende de la experiencia                                             | Analítico: El predicado se encuentra en la noción del sujeto                              | Todos los mamíferos son animales                                                                     |
| Verdad científica | Universal y necesaria    | A priori; no depende de la experiencia, pero únicamente se aplica a la experiencia | Sintético a priori: amplía el conocimiento. Solo aplicable a los fenómenos                | Los cuerpos se atraen en razón directa de sus masas y en razón inversa al cuadrado de sus distancias |

Pero la cuestión de tales juicios resulta menos relevante que el problema que plantea acerca de los límites del conocimiento.
Los juicios sintéticos a priori, es decir la ciencia, únicamente son posibles en su referencia a lo fenoménico, es decir, al campo de la experiencia posible. La realidad como noúmeno solo puede ser pensada, no conocida.
La evidencia es un producto de la conciencia respecto a su percepción o idea o concepto y desconectada de lo real:
- Si no podemos trascender a la propia conciencia, ¿qué relación existe entre lo real y nuestra percepción? ¿Es una relación causal?
- Si la causa es una relación de ideas, como dice Hume, o un concepto a priori, una categoría del entendimiento, como dice Kant, no podemos conocer lo real. ¿Qué es entonces lo real para poder ser comprendido como causa?
- Si, según los empiristas, no podemos distinguir el mundo percibido del mundo exterior ¿Por qué, sin embargo, surge de manera inevitable la pregunta por un mundo exterior al pensamiento?

Tal es el problema esencial para el estatuto del conocimiento científico.

### Edad Contemporánea
Como reacción ante los excesos especulativos de los diversos idealismos que surgieron a partir de la filosofía kantiana, producto de la confianza en la capacidad «activa» o creadora del pensamiento dialéctico de la Razón, el siglo XIX dio lugar a un genérico empirismo científico caracterizado por el rechazo de cualquier tipo de especulación metafísica a la que consideraron como el principal enemigo de la ciencia y de la filosofía. Sin referencia alguna a las ideas innatas o al contenido empírico del asociacionismo característico de los pensadores anteriores, este empirismo supera claramente el escepticismo del empirismo clásico, aceptando la ciencia como un hecho que está ahí en la base misma de la propia experiencia. Una ciencia que en su unión con la técnica constituye ya una unidad científico-técnica.
Este es el rasgo esencial que caracteriza a muy diversos autores y escuelas unidas bajo el concepto del positivismo, de inspiración claramente empirista

#### Positivismo
El positivismo o filosofía positiva es una teoría filosófica que se posiciona como una alternativa epistemológica tanto al empirismo como al racionalismo, sosteniendo que todo conocimiento genuino se limita a la interpretación de los hallazgos «positivos», es decir, reales, perceptibles sensorialmente y verificables. Según esta postura, todo conocimiento genuino es o bien positivo —a posteriori y derivado exclusivamente de la experiencia de los fenómenos y de sus propiedades y relaciones— o bien verdadero por definición, es decir, analítico y tautológico. Así, la información derivada de la experiencia sensorial, interpretada a través de la razón y la lógica, constituye la fuente exclusiva de todo conocimiento cierto. Los datos verificados (hechos positivos) recibidos de los sentidos son conocidos como evidencia empírica; así pues, el positivismo es la evolución lógica del empirismo.
Esta línea de pensamiento se encuentra ya en la antigüedad griega. Como un nuevo desarrollo del siglo XIX, se contrapuso a las visiones escolásticas tradicionalmente imperantes de una filosofía trascendental. Estas últimas perspectivas afirmaban, en cambio, que el conocimiento se genera por propiedades eternamente válidas —y, en últimas, creadas por Dios— de la mente o la razón. Esto podría demostrarse sobre la base de resultados positivos.
En el contexto de los inventos, descubrimientos y la expansión del conocimiento científico durante el Renacimiento, estos intentos tradicionales de explicación filosófico-religiosa se habían vuelto cuestionables desde hacía ya un buen tiempo. Esto probablemente condujo a la exigencia del positivismo respecto a que los hallazgos positivos fueran interpretados sin apelar a explicaciones teológicas o metafísicas, en contraste con la práctica habitual hasta entonces.
Posteriormente surgieron diferentes aproximaciones positivistas, asociadas, entre otros, a los siguientes filósofos: Henri de Saint-Simon (1760-1825) Auguste Comte (1798-1857), Hippolyte Taine (1828-1893), Jean-Marie Guyau (1854-1888), Jeremy Bentham (1748-1832), James Mill (1773-1836), John Stuart Mill (1806-1873), Charles Darwin (1809-1882), Herbert Spencer (1820-1903), Roberto Ardigò (1828-1920), Ludwig Feuerbach (1804-1872), Eugen Dühring (1833-1921), Friedrich Nietzsche (1844-1900), Ernst Mach (1838-1916), Ernst Laas (1837-1885), Richard Avenarius (1843-1896), Hans Vaihinger (1852-1933), Friedrich Jodl (1849-1914), o Theodor Ziehen (1862-1950).
El término positivismo se remonta a Auguste Comte (1798-1857). Él y sus sucesores elaboraron su planteamiento hasta convertirlo en un enfoque social-científico-humanista. El positivismo sociológico sostiene que la sociedad, al igual que el mundo físico, opera de acuerdo con leyes generales. Se rechaza el conocimiento introspectivo e intuitivo, así como la metafísica y la teología, en tanto las afirmaciones metafísicas y teológicas no pueden ser verificadas por la experiencia de los sentidos.

#### Fenomenología
La fenomenología (del griego antiguo φαινόμενoν, 'aparición', 'fenómeno', y λογος, 'estudio', 'tratado') es el estudio filosófico del mundo en tanto se manifiesta directamente en la conciencia; el estudio de las estructuras de la experiencia humana. Aunque es una empresa completamente empírica (en la tradición de Locke, Hume y Kant), se distingue de la ciencia por no intentar explicar los fenómenos en términos de objetos externos al sujeto (noúmeno), sino que se limita a describirlos y entenderlos en sus propios términos.
La fenomenología es un amplio movimiento filosófico fundado en los primeros años del siglo XX por Edmund Husserl y luego fue ampliado por un círculo de sus seguidores en las universidades de Gotinga y Múnich en Alemania. Esta filosofía se extendió luego a Francia, Estados Unidos y otros lugares, a menudo en contextos muy alejados de los primeros trabajos de Husserl.
Aunque la fenomenología no es un movimiento unitario, todos los fenomenólogos comparten la búsqueda de un conocimiento que apela exclusivamente a la experiencia evidente, carente de hipotetización y modelos conceptuales del mundo. Esto se ve reflejado en el lema de Franz Brentano «¡A las cosas mismas!», donde por «cosas» se entienden los objetos mentales.
Aunque el término «fenomenología» fue usado muchas veces en la Historia de la filosofía antes de Edmund Husserl (1859-1938), el uso moderno de la palabra está ligado explícitamente al método y proyecto filosófico que este denominó fenomenología trascendental. El uso posterior del término está basado principalmente en la fenomenología de Husserl o relacionado críticamente con ella. 
La fenomenología se contrapone al fenomenalismo, que reduce los estados mentales y los objetos físicos a complejos de sensaciones, y al psicologismo, que trata las verdades lógicas o los principios epistemológicos como productos de la psicología humana.. En particular, la fenomenología trascendental, tal como fue esbozada por Edmund Husserl, pretende llegar a una comprensión objetiva del mundo a través del descubrimiento de estructuras lógicas universales en la experiencia subjetiva humana.
Existen importantes diferencias en la forma en que las distintas ramas de la fenomenología abordan la subjetividad. Por ejemplo, según Martin Heidegger, las verdades están situadas contextualmente y dependen del histórica, cultural y contexto social en el que emergen. Otros tipos incluyen Hermenéutica, genética y encarnada. Todas estas diferentes ramas de la fenomenología pueden ser vistas como representantes de diferentes filosofías a pesar de compartir el enfoque fundacional común de la investigación fenomenológica; es decir, investigar las cosas tal y como aparecen, independientemente de cualquier marco teórico particular.

#### Posmodernidad
El conocimiento y el mismo lenguaje en el que se expresa son interpretativos. Es necesaria la hermenéutica. Nuevos modos de concebir la evidencia y la certeza con en el progreso y apertura de nuevas perspectivas se han abierto en el desarrollo de la propia ciencia y de la reflexión filosófica.
Los importantes avances de la ciencia en lo referente a los mecanismos de la evolución con especial referencia a la genética, la Biología en general y en especial la Biología Molecular, Etología, Neurología, Psicología, así como de los métodos de tratamiento de datos en la configuración modelos teóricos, abre caminos insospechados acerca de las dimensiones de lo cognitivo.
Lo cognitivo engloba no solo el conocimiento conceptual sino la actividad general del hombre en su relación al medio, concebido como sistema a través del lenguaje y de la cultura en cuyo ámbito se produce el hecho del conocimiento entendido como función operativa.
El concepto de verdad, entonces, adquiere una variedad de matices no solo epistemológicos, sino sociales y culturales que parece convertir el conocimiento en un caleidoscopio de colores donde los medios de comunicación social y los poderes sociales son también factores importantes en lo que Lyotard llama performatividad de la verdad.
Ni empirismo ni racionalismo. Ni a priori ni a posteriori. Lo cognitivo engloba todas las dimensiones del ser humano; si bien en lo referente a lo que hoy es el fenómeno científico-técnico, los métodos y la validez otorgada a una teoría por la comunidad científica es sin duda alguna la mejor garantía de una certeza objetiva, frente a la validez que otorguen o puedan otorgar otras instancias culturales y sociales.
En definitiva, lo que se ha perdido es una concepción estrecha de la ciencia ligada directamente a una verdad universal y necesaria así como la necesidad de justificarse en los estrechos límites en los que el mero empirismo de los experimentos pretendía encerrarlo.

#### Empirismo lógico
El empirismo lógico, también llamado neopositivismo o positivismo lógico, es una corriente en la filosofía de la ciencia que limita la validez del método científico a lo empírico y verificable. Esta limitación, conocida como verificacionismo, prohíbe inducir una regla general a partir de observaciones particulares, lo cual eventualmente despertó críticas sobre la incompatibilidad de esta corriente con muchas ramas de la ciencia fundamentadas en la inducción para construir conocimiento válido. El empirismo lógico o neopositivismo es más estricto aún que el positivismo y su defensa del método científico como única forma válida de conocimiento. 

#### Empirismo constructivo
El empirismo constructivo es una forma de empirismo, una teoría epistemológica creada por el filósofo estadounidense de origen holandés Bas van Fraassen, que la formuló por primera vez en su The Scientific Image (La imagen científica), de 1980. Esta teoría propone una visión antirrealista de la ciencia, aunque no rechaza todos los componentes del realismo científico. Afirma que las teorías científicas son semánticamente literales (como en el realismo científico), que sus objetivos sean empíricamente adecuados, y que su aceptación implique, como creencia, únicamente que sea empíricamente adecuada.
Una teoría es empíricamente adecuada si y sólo si todo lo que se dice sobre las entidades observables es cierto. Una teoría es semánticamente literal si y sólo si el lenguaje de la teoría se interpreta de tal manera que las afirmaciones de la teoría son verdaderas o falsas (en oposición a una lectura instrumentista).
El empirismo constructivo es una tesis normativa, semántica y epistemológica. Que la ciencia tenga como objetivo ser empíricamente adecuada expresa el componente normativo. Que las teorías científicas sean semánticamente literales expresa el componente semántico. Esta aceptación implica, como creencia, únicamente que una teoría que sea empíricamente adecuada expresa el componente epistemológico.
El empirismo constructivo se opone el realismo científico, al positivismo lógico (o empirismo lógico) y al instrumentalismo. Sin embargo, el empirismo constructivo y el realismo científico están de acuerdo en que las teorías son semánticamente literales, cosa que el positivismo lógico y el instrumentalismo niegan. El empirismo constructivo, el positivismo lógico y el instrumentalismo están de acuerdo en que las teorías no tienen como objetivo la verdad sobre lo no observable, lo que niega el realismo científico.